# Pijawki gardzielowe
Pijawki gardzielowe (Erpobdelliformes) – grupa pijawek bezryjkowych obejmująca gatunki o długiej, silnie umięśnionej gardzieli, mającej trójkątny przekrój poprzeczny. Nie mają szczęk, uchyłków w jelicie środkowym, ani prącia. Ich krew ma barwę czerwoną i wypełnia kanały oraz szczeliny wtórnej jamy ciała. Są to gatunki drapieżne, słodkowodne lub ziemnosłodkowodne, nieliczne są typowo lądowe. Żywią się drobnymi bezkręgowcami.
Tradycyjnie były klasyfikowane w randze rzędu Pharyngobdellida lub Pharyngobdelliformes. W wyniku rewizji taksonomicznych zaliczane są obecnie do rzędu Arhynchobdellida w randze podrzędu Erpobdelliformes obejmującego rodziny:
- Erpobdellidae – powszechne w Ameryce Północnej i Europie,
- Salifidae – występują licznie w Azji, Afryce i Australii.